# 이치야나기 유고
이치야나기 유고(일본어: 一柳 夢吾, 1985년 4월 2일 ~ )는 일본의 축구 선수로, 도쿄도 출신이며 포지션은 수비수이다.

## 구단 경력
그는 2003년부터 2018년까지 J리그의 도쿄 베르디, 사간 도스, 베갈타 센다이, 파지아노 오카야마, 마쓰모토 야마가 FC, 더스파구사쓰 군마에서 활동하였다.

## 국가대표팀 경력
그는 2006년 아시안 게임에 참가할 일본 U-23 국가대표팀에 발탁되었다.